# Syngonanthus nanus
Syngonanthus nanus är en gräsväxtart som beskrevs av Harold Norman Moldenke. Syngonanthus nanus ingår i släktet Syngonanthus och familjen Eriocaulaceae. Inga underarter finns listade i Catalogue of Life.